# Paulino José Soares de Sousa
Paulino José Soares de Sousa, vizconde del Uruguay con honras de grandeza (París, 4 de octubre de 1807 — Río de Janeiro, 15 de julio de 1866) fue un político y diplomático brasileño nacido en Francia.

## Biografía
Hijo de padre brasileño, nace en París, Francia. Estudia derecho en la Universidad de Coímbra. Preso en Portugal por motivos políticos, al ser liberado se va a Brasil y finaliza sus estudios en la Facultad de Derecho de la Universidad de São Paulo. Comienza una carrera como juez. En 1836 es electo diputado por Río de Janeiro. En 1840 ejerce brevemente como Ministro de Justicia, cargo que repite entre 1841 y 1843; desde esa posición reformó el código del proceso penal y enfrentó la revuelta liberal de 1843. 
En dos ocasiones fue Ministro de Relaciones Exteriores: 1843-1844 y 1849-1853; se ocupó de la extinción del tráfico de esclavos y también del inicio de la Guerra Grande en el Río de la Plata.
Senador del Imperio en 1849 por el Partido Conservador, luego Consejero de Estado en 1853. En 1854 le es conferido el título de vizconde del Uruguay. En 1855 es enviado a París para enfrentar la cuestión del Oiapoque y los problemas de límites con la Guayana Francesa.
Se lo considera uno de los máximos juristas de Brasil, especialmente en las áreas del Derecho Público y Constitucional. Publicó diversos trabajos legislativos y jurídicos, como el Ensaio sobre o Direito Administrativo (1862) y Estudos Práticos sobre a Administração das Províncias no Brasil (1865).